# 박인동
박인동(朴麟東, 1971년 1월 6일~)은 대한민국의 제8대 인천광역시의회 시의원이다. 2022년 지선 당시 인천 남동구청장 예비 경선 후보이기도 하였다.

## 학력
- 전남외국어고등학교(국제고등학교) 졸업
- 한국방송통신대학교 행정학 학사
- 인천대학교 정책대학원

## 경력
- 2010.07 ~ 2014.06: 제6대 인천광역시 남동구의회 의원(초선, 나 선거구)
- 2014.07 ~ 2018.04: 제7대 인천광역시 남동구의회 의원(재선, 다 선거구)
- 2018.07 ~ 2022.03: 제8대 인천광역시의회 의원(초선, 남동구 제3선거구)

## 역대 선거 결과
|  | 21.7% |

|  | 27.48% |

|  | 67.86% |